# Pic de Tarbésou
Le pic de Tarbésou (2 364 m) est un sommet des Pyrénées françaises situé dans l'Ariège.
Le sommet appartient à un petit massif peu individualisé, parfois désigné par l'appellation de « massif du Donezan », prenant le nom de l'entité historique et géographique se trouvant sur son versant oriental et correspondant à l'ancien canton de Quérigut, partie isolée du reste du département de l'Ariège.

## Géographie

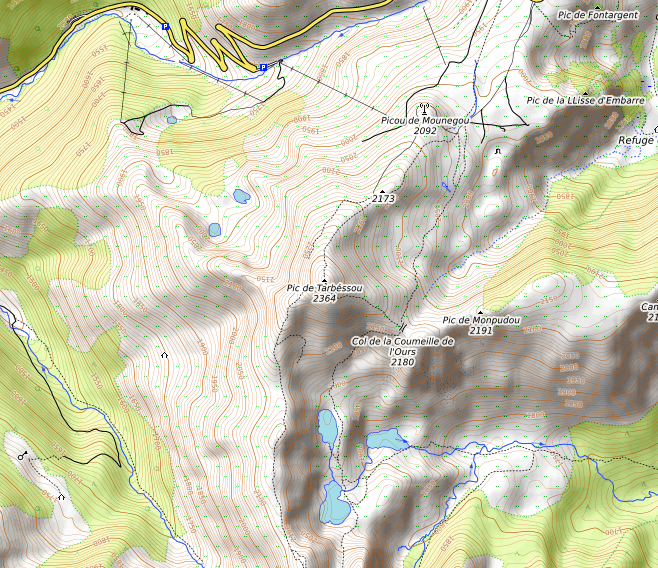
Carte topographique.

Administrativement, le sommet se trouve à la limite des territoires communaux d'Ascou (versant ouest) et de Mijanès (versant est).
Le pic de Tarbésou appartient au petit massif du Donezan, qui sépare le Donezan à l'est, de la haute vallée de l'Ariège à l'ouest. Son ascension peut se faire par le biais du GR de pays du Tour du Donezan et du GR7B, au départ du port de Pailhères, situé à 2,5 km au nord-est. Au sud, le chemin se poursuit vers le col de l'Egue, qui permet de rejoindre la vallée d'Orlu, le roc Blanc et le refuge d'en Beys.
Sur son versant sud, le Tarbésou domine les étangs de Rabassoles (Rabassoles noir, Rabassoles bleu, Rabassoles bas). À l'ouest, il surplombe les pistes de la station d'Ascou-Pailhères.

### Topographie
Le massif du Tarbésou (ou du Donezan) constitue le prolongement dans sa partie nord du massif du Carlit, dont il se détache pour s'écarter de la zone axiale pyrénéenne.

### Géologie

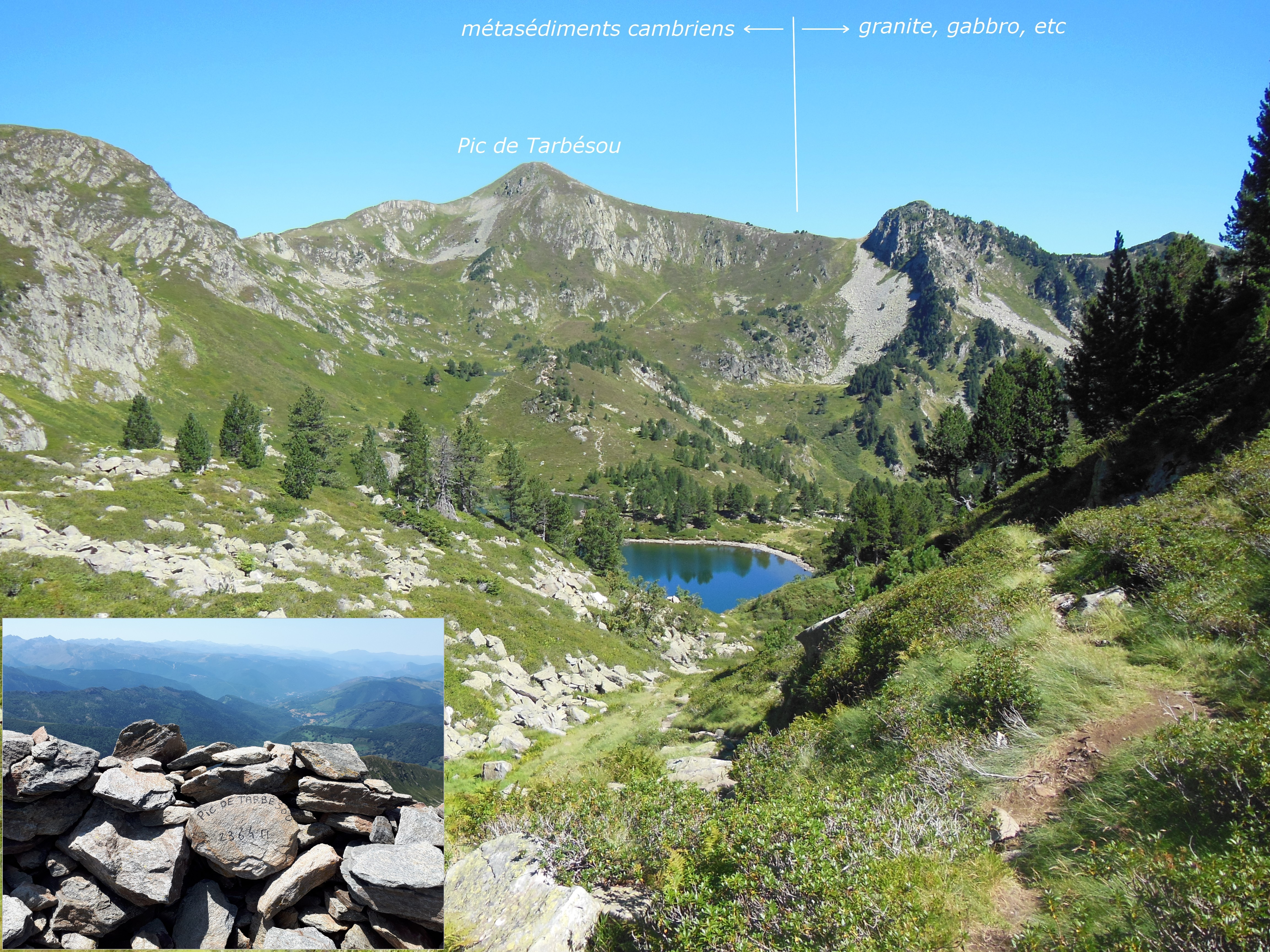
Pic de Tarbésou et étang de Rabassoles bleu.

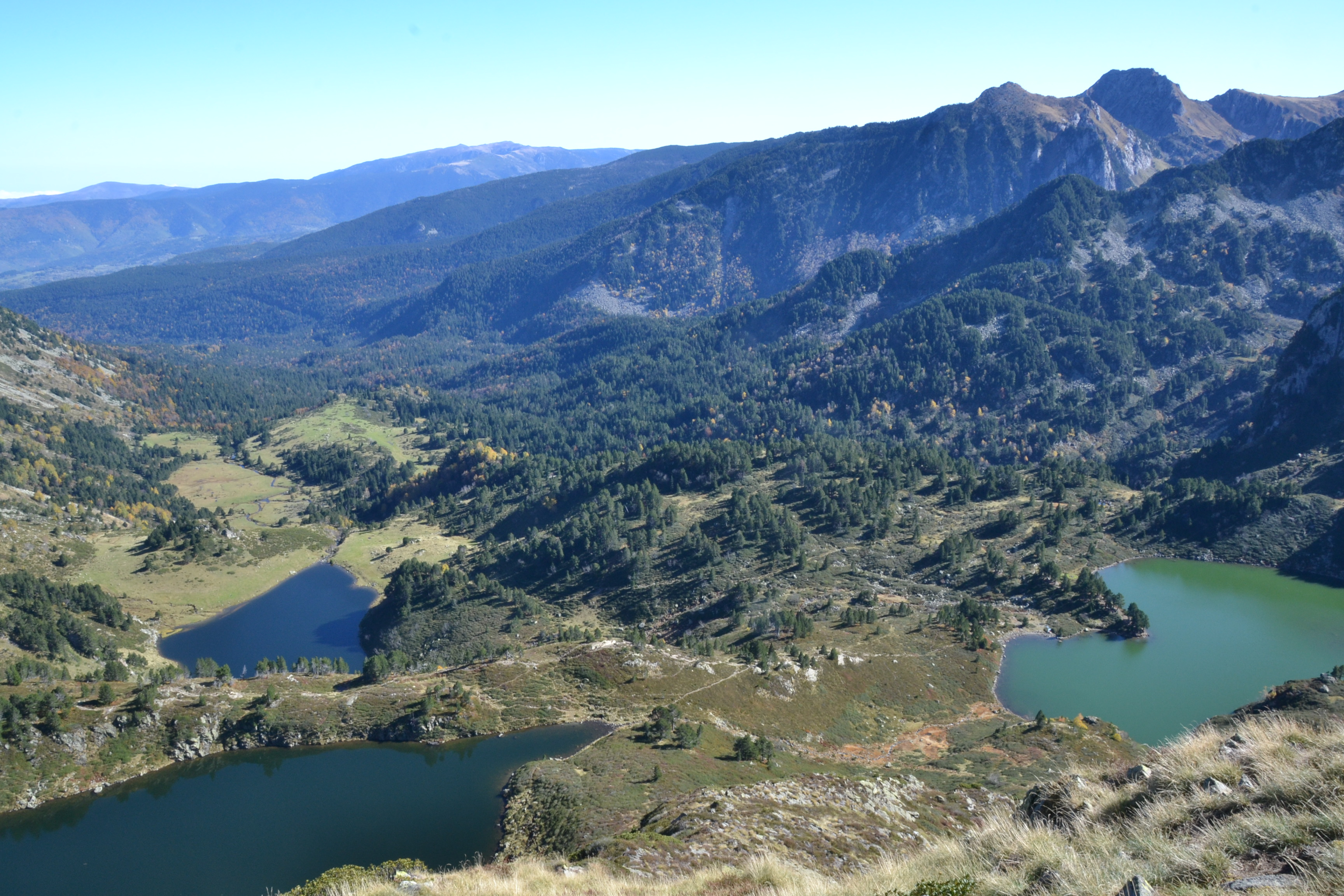
Les étangs de Rabassoles, vus depuis le Tarbésou.

Le pic de Tarbésou se trouve juste au-delà de la bordure nord-ouest du pluton hercynien du Quérigut, composé de granite, de gabbro et d'autres roches ignées intrusives. Le pic fait partie de l'encaissant du pluton. Il repose sur des métasédiments (schistes, etc.) du groupe de Jujols d'âge cambrien (c. 500 Ma).

## Notoriété
Dessiné en 1971 par le peintre ariégeois Ryton Cazenave, l'insigne national des Unités de montagne de la Gendarmerie nationale (comprenant les Pelotons de gendarmerie de haute montagne et les pelotons de gendarmerie de montagne) intègre de manière stylisée le pic de Tarbésou et la dent d'Orlu.